# Grynau
Das Schloss Grynau oder Grinau ist eine mittelalterliche Niederungsburg am Fluss Linth im Gebiet der Gemeinde Tuggen im Kanton Schwyz.

## Spätmittelalter
Der Bau des bis heute erhaltenen Turms, der lange Zeit fälschlicherweise für ein römisches Bauwerk gehalten wurde, erfolgte im frühen 13. Jahrhundert durch die Grafen von Rapperswil zur Sicherung des Übergangs über den Fluss Linth zwischen ihren Gebieten um Uznach und in der March. Über den Fluss Linth gab es bis ins 20. Jahrhundert nur die Brücken bei Grynau, Benken, Ziegelbrücke und Weesen.
Am 21. September 1337 war die Grynau Schauplatz der Schlacht bei Grynau zwischen der Reichsstadt Zürich und einem Adelsbund unter der Führung des Grafen Johann I. von Habsburg-Laufenburg.
Nach dem Aussterben der Rapperswiler Grafen gelangte die Burg über die Grafen von Habsburg-Laufenburg 1343 an die Toggenburger und 1437 an den Kanton Schwyz. Der Besitz der Grynau ermöglichte es Schwyz, den gesamten Verkehr zwischen der Ost- und der Innerschweiz sowie zwischen Zürich und Chur auf der Linth zu kontrollieren. Auch Zürich versuchte, in den Besitz des Schlosses zu gelangen. Nach der Niederlage Zürichs im Alten Zürichkrieg kam die Grynau an Schwyz.

## Neuzeit
Schwyz liess die Burg und ihre Einnahmen aus Zoll, Fahr-, Brücken- und Fischereigebühren durch einen Landvogt verwalten. Im 17. Jahrhundert wurde die Burganlage verändert und eine zeitgenössische Schlossanlage errichtet.
Während der Helvetik (1798–1803) gehörte die Grynau vorübergehend zum Schweizer Nationalgut. Im Sommer 1799 bekämpften sich im Zweiten Koalitionskrieg die Franzosen und die österreichisch-kaiserlichen Truppen bei der Grynauer Brücke, die in dieser Zeit dreimal zerstört wurde. Nachdem der österreichische General schweizerischer Herkunft Friedrich von Hotze in den Gefechten bei Schänis getötet wurde, kam die Grynau wieder in den Besitz der Franzosen.
Bei der Teilung des Kantons Schwyz in Alt-Schwyz und Kanton Schwyz äusseres Land im Jahr 1833 kam es bei der Brücke Grynau zu einer Grenzbesetzung durch die von der Tagsatzung aufgebotenen 8000 Mann eidgenössischer Truppen aus Appenzell Ausserrhoden. Die Kantonsteilung konnte 1833 jedoch ohne eine bewaffnete Intervention aufgehoben werden.
Im Sonderbundskrieg marschierten die eidgenössischen Truppen 1847 über die Linthbrücken bei Grynau und Giessen in die March und konnten sie ohne einen einzigen Schuss einnehmen. Der Kommandant der Schwyzer Verteidigungsstellung, Oberst Franz Auf der Maur, hatte sich kurz davor angesichts der sicheren Niederlage erschossen.
1803 kam die Grynau wieder zum Stand Schwyz und 1836 in den Besitz der Oberallmeindkorporation Schwyz. Nach der Aufhebung der Binnenzölle 1848 verkaufte der Kanton Schwyz die Anlage 1879 an die Familie Kälin, die bis heute im Besitz des Turms und des in einen Landgasthof umgebauten Schlosses ist.

## Linthkorrektion
Die ursprüngliche Anlage wurde durch den Bau des Linthkanals 1807–1816 stark verändert, da die Strasse und Brücke seither zwischen Turm und Schloss verlaufen und nicht mehr durch den Durchgang in der Mitte des Schlosses.

## Zweiter Weltkrieg
Im Zweiten Weltkrieg übernahm die Festung Grynau die Sicherung des Linthüberganges bei Grynau. Sie wurde vom März 1940 bis im November 1942 im Buechberg hinter dem Schlossturm gebaut.
Sie gehörte im Rahmen der Planungen des «Falles Nord» (deutsche Umgehung der Maginotlinie im Süden durch Schweizergebiet) zur  Limmatstellung und wurde ab Juni 1940 zur Vorstellung der Reduit-Nordgrenze. Die Grynau war eine der wichtigsten Staustellen zur vorgesehenen militärischen Überflutung der Linthebene.

## Galerie

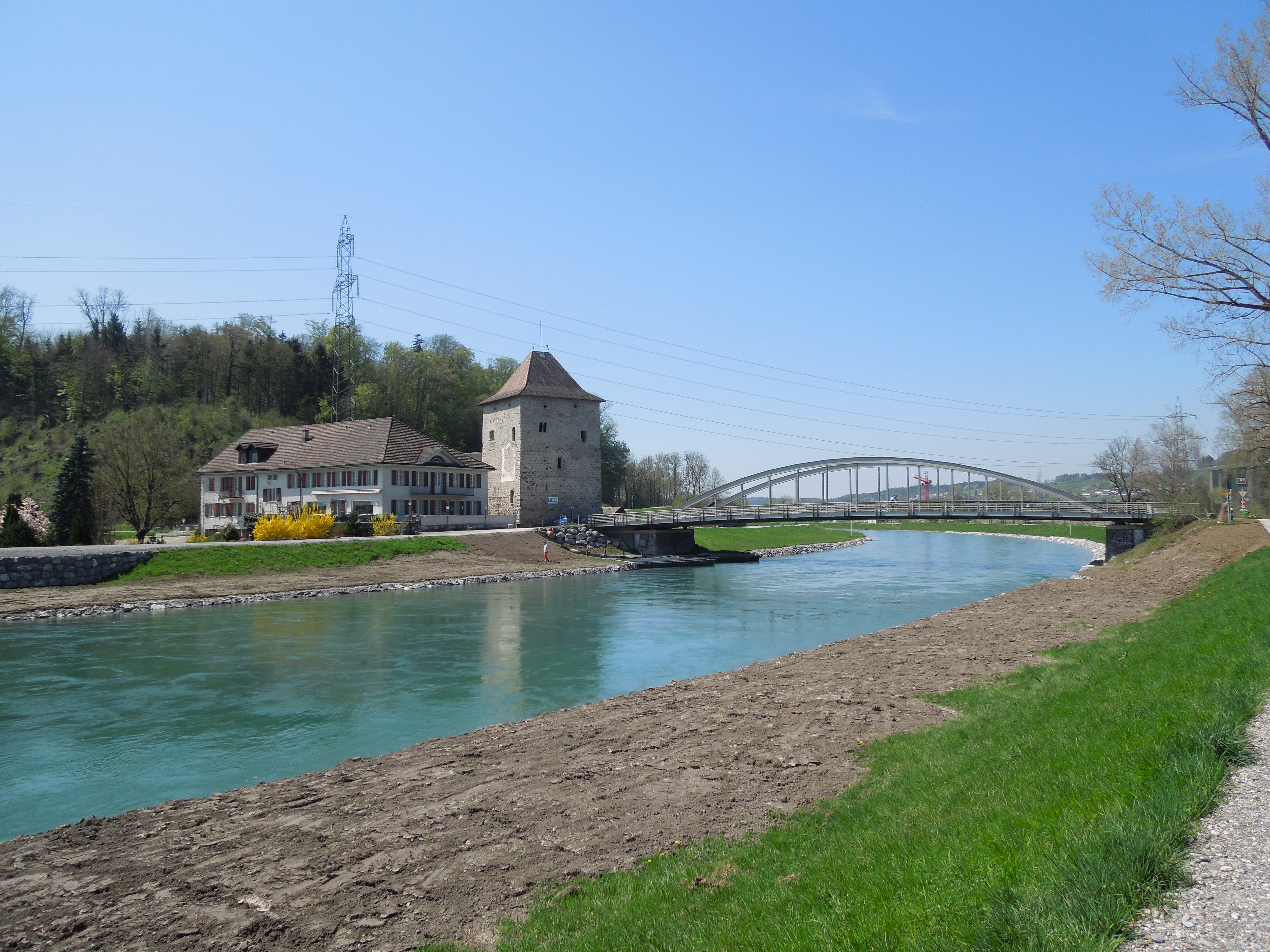
Turm, Gasthof und Brücke mit Linthkanal, 2013
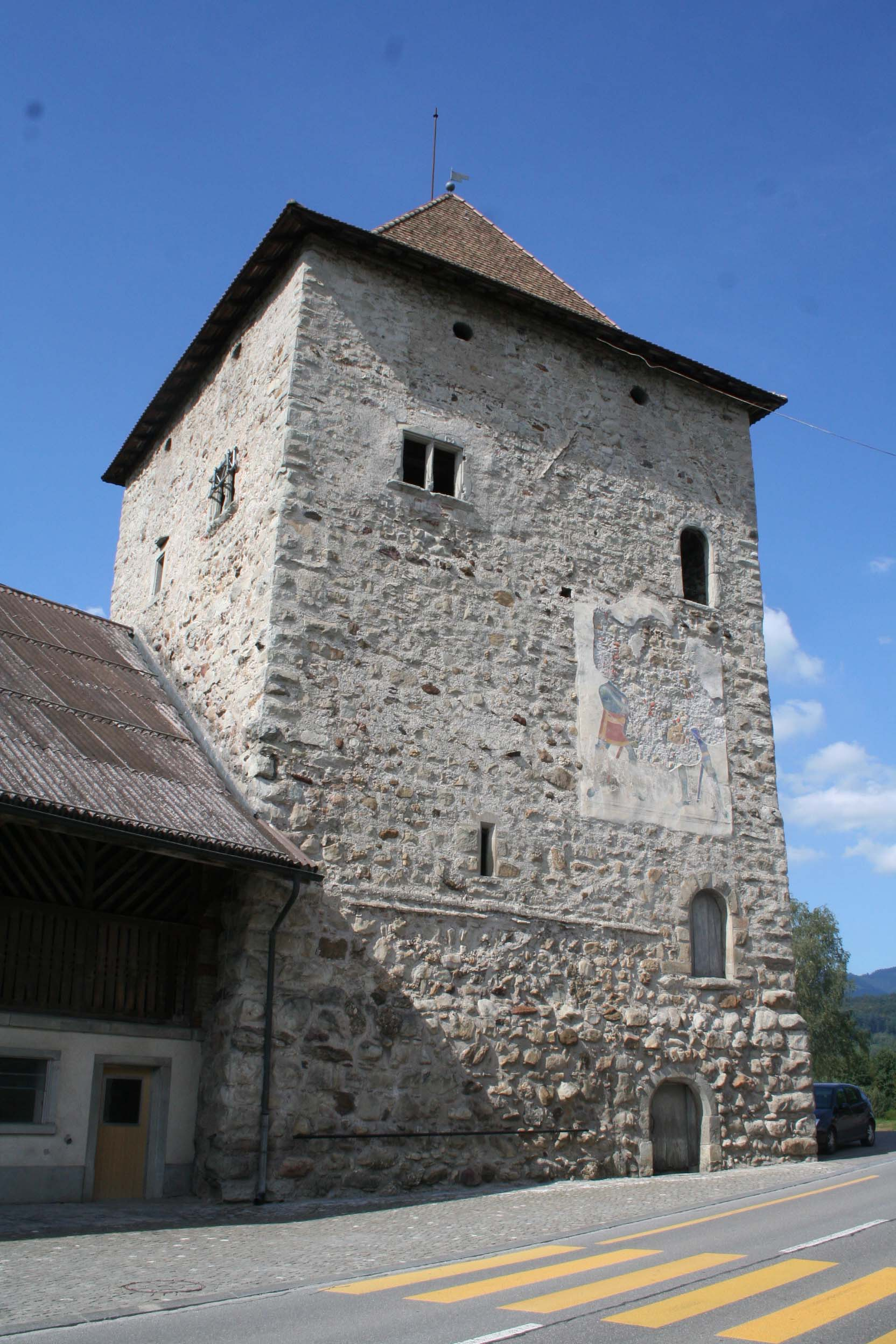
Turm Grynau
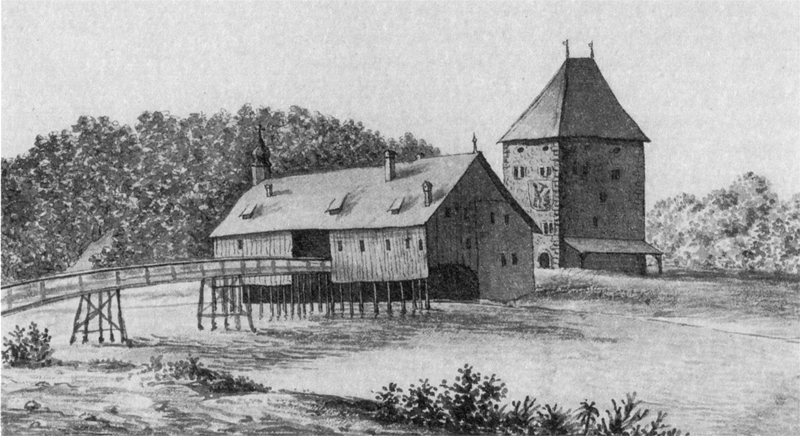
Der Turm und das Schloss Grynau vor der Linthkorrektion 1786
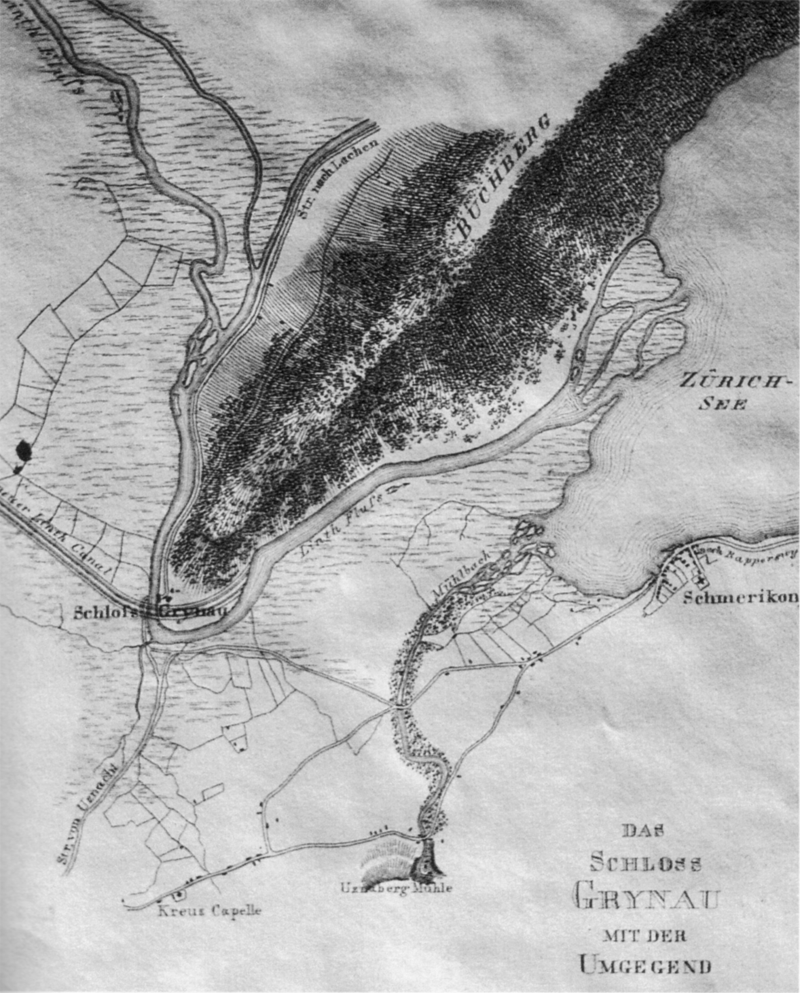
Lageplan des Schloss Grynau von 1820. Der alte Verlauf des Flusses Linth und der neue Linthkanal verdeutlichen die veränderte Lage der Grynau